# Scree Peak
Scree Peak är en bergstopp i Antarktis. Den ligger i Västantarktis. Argentina, Chile och Storbritannien gör anspråk på området. Toppen på Scree Peak är 560 meter över havet.
Terrängen runt Scree Peak är kuperad åt sydväst. Havet är nära Scree Peak åt nordost. Trakten är obefolkad. Det finns inga samhällen i närheten. 